# Hidegség
Hidegség (en croata: Vedešin) es una aldea del condado de Győr-Moson-Sopron, Hungría.

## Historia
Hidegség cuenta con un rico patrimonio arquitectónico románico, como la iglesia que domina la localidad desde la cima de una colina. La iglesia consta de dos partes y es característica por su rotonda invisible desde fuera. Tiene hermosas pinturas murales del siglo XIII.
La disposición arquitectónica de la iglesia de Hidegség tiene otros ejemplos en localidades próximas de la Llanura panónica: Herencsény, Bagod-Szentpál, Herencsény. Otro grupo de iglesias tienen una rotonda característica específica:  Karcsa, Gerény y Kiszombor.